# Norbert De Ribaucourt
Norbert De Ribaucourt – belgijski hrabia i strzelec, medalista mistrzostw świata.
Podczas swojej kariery De Ribaucourt zdobył 3 medale na mistrzostwach świata, stając za każdym razem na podium w drużynowym strzelaniu z karabinu dowolnego w trzech postawach z 300 m. Wicemistrz świata z 1907 roku, gdzie uzyskał przedostatni rezultat w zespole. Został także brązowym medalistą w 1906 (3. wynik drużyny) i 1909 roku. Na mistrzostwach w 1908 roku zajął z drużyną 5. miejsce, osiągając najgorszy wynik w reprezentacji.

## Wyniki

### Medale mistrzostw świata
Opracowano na podstawie materiałów źródłowych:
| Mistrzostwa   | Konkurencja                                     | Wynik                                         | Miejsce |
| ------------- | ----------------------------------------------- | --------------------------------------------- | ------- |
| Mediolan 1906 | Karabin dowolny, trzy postawy, 300 m, drużynowo | 4495 pkt. (druż.) 860 pkt. ind. (287–283–290) |         |
| Zurych 1907   | Karabin dowolny, trzy postawy, 300 m, drużynowo | 4672 pkt. (druż.) 938 pkt. ind. (315–321–302) |         |
| Hamburg 1909  | Karabin dowolny, trzy postawy, 300 m, drużynowo | 4748 pkt. (druż.)                             |         |